# 십각별

십각성(十角星) 또는 데카그램(decagram)은 다각성의 일종으로 10개의 선분이 교차하는 도형이다.
정십각형의 꼭지점을 포함하지만 세 번째 점마다 연결되는 하나의 정십각형이 있다. 슐레플리 기호는 {10/3}이다.
데카그램이라는 이름은 숫자 접두사 데카-와 그리스 접미사 -그램을 결합한 것이다. -gram 접미사는 선을 의미하는 γραμμῆς(grammēs)에서 파생된다.